# Зірка (Артур Кларк)
«Зірка» (англ. The Star) — науково-фантастичне оповідання англійського письменника Артура Кларка. Надруковане в листопаді 1955 року в журналі наукової фантастики Infinity Science Fiction.
1956 року оповідання отримало премію Г'юґо як переможець в номінації «Найкраще коротке оповідання» — Hugo Award, Best Short Story (Win).
1958 року оповідання увійшло до збірки Артура Кларка «The Other Side of the Sky».

## Сюжет
Група космічних дослідників з Землі повертається з експедиції до віддаленої зоряної системи, де вони виявили залишки розвиненої цивілізації, яка зникла через вибух зірки. Головний герой твору — науковець астрофізик, священик-єзуїт, що переживає глибоку кризу віри, викликану деякими результатами їх подорожі.
В процесі розвитку сюжету читач дізнається, що культура загиблої планети була дуже схожа земну і в дечому перевершувала її. Знаючи заздалегідь, що їх сонце скоро вибухне, приречені люди присвятили останні роки будівництву сховища на віддаленій планеті своєї сонячної системи. У сховищі вони розмістили розширений звіт про свою історію, культуру, досягнення, сподіваючись, що вони колись будуть знайдені, та їх існування не буде марним. Дослідники Землі, зокрема, астрофізик-священик, були глибоко зворушені цими знахідками. Але історія цієї зірки виявляється ще й тісно пов'язана з історією земної цивілізації — саме вона світила над Вифлеємом.

### Деталі сюжету
- Головний герой — єзуїтський чернець, член Товариства Ісуса (католицький чернечий орден заснований Ігнатієм Лойолою 1534 року).
- Єзуїти присвятили своє життя місіонерській та просвітницькій роботі, а також відомі як інтелектуали церкви.
- В оповіданні робиться посилання на картину Пауля Рубенса, який написав відомий портрет Лойоли.
- В оповіданні згадують два латинські вислови: «Ad maiorem Dei gloriam» — «Все для слави Божої» (гасло Ордену Єзуїтів) та «Spiritual Exercises» («Духовні вправи»), розроблені Св. Ігнатієм і якими користувалися єзуїти.

## Паралелі з реальністю
Однією з кандидаток на роль історичної Вифлеємської зірки є PSR 1913+16 в сузір'ї Орла, виявлена в 1974 році. Один з її двох компонентів вибухнув, утворивши нейтронну зорю, і цей вибух спостерігався на Землі близько 4-3 років до н.е..

## Лінки
- Original text
- The Star. Arthur C. Clarke [Архівовано 10 листопада 2012 у Wayback Machine.]
- The Star at BestScienceFictionStories.com [Архівовано 12 вересня 2011 у Wayback Machine.] — short story reviews and resources